# Аплика са представом Силена са локалитета Црквине у Конареву
Аплика са представом Силена са локалитета Црквине у Конареву потиче из 1. века. Године 2012. откупио ју је Народни музеј Краљево, у чијем власништву се данас налази.

## Аплика
Аплика је добро очувана, са минималним оштећењима. Изливена је од легуре бакра из једног дела техником индиректног ливења. Са задње стране аплика је шупља, благо конкавна, са ивицом изведеном у виду рама. Аплика је прекривена природном комапктном патином, уједначеног зеленог тона. Мала оштећења видљива су на носу и увојцима косе и браде. Представе бога Силена честе су у античком свету. Силени и сатири су често представљани са животињским атрибутима током архајског периода у Грчкој, али је Силен касније добио један озбиљнији карактер кроз култ бога Диониса. На каснијим представама Силена до тада препознатљиве коњске уши бивају замењене богатом декорацијом венаца којима је украшена Силенова глава. Силенов лик је често љутит, а његове представе су коришћене како би отерале несрећу. Овакве представе доминирају све до 2. века, а касније представе карактеришу Силена као пијаницу и комично божанство, у познијим годинама и пуначке грађе.
Брада у виду спиралних увојака и озбиљни, љутити израз лица Силена чине ову аплику врло сличном представама Силена из Помпеје, са Делоса, из Марока, Оберлина и Цириха. Главна разлика је то што су остале представе Силена у виду биста, које су биле део декорације лежаја за ручавање. Оно по чему је Силен са локалитета Црквине специфичан је начин на који је обликован централни увојак косе. Он је изведен у форми рога троугаоног облика. Поред тога, на његовој глави је изостао венац од цвећа. Силен из Помпеје, као и Силен на новчићу искованом од стране Децима Јунија Силануса (91-90. године пре нове ере) имају на сличан начин подигнут централни увојак косе, али је на овим представама ипак присутан и цветни венац, који је изостао на аплици из Конарева. На територији римске провинције Горње Мезије нису откривене представе Силена које имају већих сличности са апликом са локалитета Црквине.
За сада није могуће рећи какав је предмет аплика украшавала. Извесно је да тај предмет није била бронзана посуда јер на Силену нису видљиви трагови лемљења или жлебови којима би био причвршћен за посуду. Могуће је да је украшавао комад дрвеног намештаја. Квалитет израде указује да је аплика највероватније настала у некој од бољих радионица на Апенинском полуострву, или у то време већ романизованим провинцијама на југу Балкана. Одатле је предмет стигао у унутрашњост полуострва. Са ширењем римске власти, од периода позне Републике предмети римске израде се у већим количинама дистрибуирају према областима у којима су живели варварски народи. Сам локалитет Црквине налази се у плодној долини Ибра, којом су у време римске власти пролазиле значајне трасе комуникација, путем којих је највероватније и ова аплика Силена доспела на локалитет на ком је пронађена.